# Stilbène
Le stilbène, dont il existe deux formes [trans-1,2-diphényléthylène ((E)-stilbène) et cis-1,2-diphényléthylène ((Z)-stilbène)], est un hydrocarbure aromatique de formule C14H12.
Le même terme de « stilbène » désigne aussi la classe des dérivés hydroxy-, alkoxy- du stilbène simple, ainsi que leurs formes hétérosidiques ou polymères.
Ce sont des polyphénols naturels présents dans de nombreuses familles de plantes (comme le trans-resvératrol du raisin).

Rassemblés avec les bibenzyls et les phénanthrènes, ils forment la famille des stilbénoïdes.
Le stilbène est une des substances illicitement utilisées par certains éleveurs sous forme libre ou dérivée (sels ou esters).

Cette substance est interdite en France, y compris dans les territoires d'outre-mer.
Son nom vient du Grec stilbos qui signifie brillant, lié à l'aspect de ses cristaux, ressemblant à de la stilbite
.

## Description
Le stilbène est un liquide huileux, jaune, qui existe sous deux formes diastéréoisomères (E) et (Z), cette dernière étant la moins stable pour cause de gênes stériques et présentant un point de fusion compris entre 5 °C et 6 °C, tandis que la forme (E) possède un point de fusion avoisinant 125 °C.
Le cis-stilbène peut subir une photoisomérisation (qui dans ce cas déplace la configuration de la liaison double), il se forme l’isomère trans-stilbène, doté d'une fluorescence bleue.

Photoisomérisation (conversion) du stilbène. En fonction de la longueur d’onde d'excitation, le produit de la réaction est l’isomère cis ou trans.

## Toxicologie,écotoxicologie
C'est un perturbateur endocrinien.

## Recommandation
- Ne pas manger et ne pas boire pendant l'utilisation.
- Conserver dans un récipient hermétique.

## Les stilbènes
Cette famille de polyphénols naturels est constituée de dérivés hydroxy-, méthoxy- du stilbène simple, ainsi que leurs formes hétérosidiques ou polymères. On les trouve chez de nombreuses plantes.
En réponse à des attaques de pathogènes extérieurs (insectes, micro-organismes), les plantes se protègent en produisant des composés toxiques contribuant au blocage local des attaquants. Certaines de ces substances, comme des alcaloïdes (nicotine), des terpénoïdes (pyréthrines) ou des isoflavones (roténoïdes) ont été très étudiées. D’autres comme les stilbènes sont beaucoup moins connues.
Les stilbènes permettraient pourtant de mieux comprendre pourquoi par exemple divers cépages de vignes sont plus ou moins résistants aux attaques fongiques. Pezet et al. (2004) ont montré que les feuilles de vigne inoculées par le mildiou (Plasmopara viticola) vont au bout de quelques heures produire localement des stilbènes. Elles synthétisent tout d’abord du resvératrol en grande quantité mais suivant les variétés le destin de ce composé va varier. Pour les cultivars sensibles au mildiou, le resvératrol est glycosylé en un composé non toxique, le picéide, alors que pour les cultivars résistants au mildiou, le resvératrol est oxydé en un composé toxique, la viniférine.
Le resvératrol s’est révélé être une molécule bénéfique, non seulement pour la plante mais aussi pour l’homme. Ces nombreuses propriétés thérapeutiques ont suscité et suscitent toujours un grand nombre d’études.
Des observations semblables ont été faites sur les conifères. Un pin subissant une attaque fongique va se défendre en produisant des stilbènes comme le pinosylvine, un épicéa produira plusieurs dimères de glucosides de stilbènes.
| Stilbènes Gluc=O-β-D-glucosyl |                                     |      |    |      |      |      |     |                   |
| Nom                           | Origine                             | R3   | R4 | R5   | R'3  | R'4  | R'5 | Squelette carboné |
| Pinosylvine                   | Pinus strobus                       | H    | H  | H    | OH   | H    | OH  |                   |
| Piceatannol                   | Picea abies                         | OH   | H  | OH   | OH   | OH   | H   |                   |
| trans-resvératrol             | Raisin, cacahuète, Polygonum, Picea | OH   | H  | OH   | H    | OH   | H   |                   |
| trans-ptérostilbène           | Ptérocarpus, raisin                 | OCH3 | H  | OCH3 | H    | OH   | H   |                   |
| Rhapontigénine                | Vitis                               | OH   | H  | OH   | H    | OCH3 | OH  |                   |
| Isorhapontigénine             | Vitis                               | OH   | H  | OH   | OCH3 | OH   | H   |                   |
| Rhapontine, Ponticine         | Rhubarbe, Picea abies               | Gluc | H  | OH   | OH   | OCH3 | H   |                   |
| trans-picéide                 | Raisin, rhubarbe, Picea, Polygonum  | Gluc | H  | OH   | H    | OH   | H   |                   |
| Astringine                    | Picea abies                         | Gluc | H  | OH   | OH   | OH   | H   |                   |

Les stilbènes monomères polymérisent en de nombreux oligostilbènes naturels.
La plupart d'entre eux sont des polymères du resvératrol : (–)-ε-viniférine.

## Utilisations
- Les stilbènes sont utilisés dans l'industrie des colorants. Ils fournissent des groupes chromophores jaunes ou orangés[10].
- Les stilbènes servent de milieu d'émission pour les lasers à colorant[11].
- Les stilbènes sont utilisés en cancérologie[12].